# 苏资琛

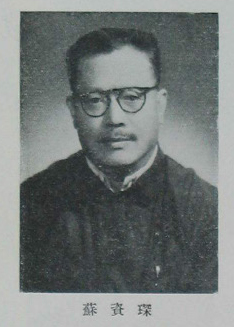
蘇資琛近照

苏资琛（1893年—1974年），男，陕西韩城人，中华人民共和国政治人物，曾任陕西省人民委员会副省长。

## 生平
1954年，当选第一届全国人民代表大会代表。